# Solfilm
Solfilm er en vinduesfilm som igen er en form for gennemsigtig plastfilm, som monteres på glasruder for at beskytte mod sollys eller for at man ikke kan kigge ind ad ruden. Filmen reducerer den varme og UV-stråling, som slipper igennem glasmaterialet. Det bruges på både boliger og biler, i sidstnævnte tilfælde er farvet eller tonet film meget almindeligt. I mange lande, herunder Danmark, er det dog ikke tilladt at tone forruden og de forreste sideruder. 
Solfilm kan både monteres indvendigt og udvendigt. Udvendig solfilm er bedst til varmeafvisning 